# Mucor circinelloides
Espèce
Mucor circinelloides est une espèce de champignons de la famille des Mucoraceae.

## Liste des formes
Selon BioLib (30 octobre 2018) et NCBI (30 octobre 2018) :
- forme Mucor circinelloides f. circinelloides Tiegh.
- forme Mucor circinelloides f. griseocyanus (Hagem) Schipper
- forme Mucor circinelloides f. janssenii (Lendn.) Schipper
- forme Mucor circinelloides f. lusitanicus (Bruderl.) Schipper